# エーテル (哲学)
エーテル、アイテール（英: ether、古希: αἰθήρ）とは、古代ギリシア哲学に由来する自然哲学上の概念。アリストテレスによって拡張された四元素説において、天界を構成する第五元素（クインテッセンス、英: quintessence、羅: quinta essentia）とされた。これは中世の錬金術やスコラ学・キリスト教的宇宙観にも受け継がれた。

## 古代ギリシアにおいて
アリストテレス以前より古代ギリシアにおいてアイテールは、大気の上層、雲や月の領域、あるいはゼウスの支配する領域を意味する言葉として用いられた。これに対して下層の空気はアーエール (ἀήρ) と呼ばれた。語源上、アイテールは「常に輝き続けるもの」を意味しており、そこから消えることのない空の輝きを表現した。パルメニデスはアイテールを大気の上の炎、「穏やかかつ希薄で、一面に均一に広がるもの」と表現し、暗く濃く重い大地の物質と対比した。またピュタゴラス教団は人が死んだ後に魂がたどり着く永遠の汚れのない領域だとした。エンペドクレスによればアイテールはアーエールが高層の炎と触れて結晶化したものであり、また魂とはアイテールとアーエールとの混合物だとされた。これらいずれにおいてもアイテールは、地上の死すべきものの世界に対して、永続的な世界を指し示している。
後のアリストテレスの四元素説では、それぞれの元素に固有の場所があるとされ、このため「土」と「水」がその自然な場所である下へと引かれ、「火」と「空気」が上へと昇るとされた。また彼は、存在しないものが存在することはないという考えから、虚空（真空、ケノン）の存在も認めず、それに基づく原子論も否定した。こうした立場をとったアリストテレスにとっては、永久に天上を巡るかに見える恒星や惑星にそれらを導く別の元素が必要であるのは論理的な必然であった。その天上の第五の元素にアイテールが割り当てられた。 元素にはそれぞれ固有の性質があるとされ、アイテールは天体の動きに見られるように、変形せず永遠に回転し続ける性質をもつとされた。 こうしたアリストテレスの考えによってエーテル（アイテール）は天界を満たしている物質として後世まで広く認知されることになった。

## 他分野において
このエーテルの名は、物理学においてかつて光の媒質となると考えられていたエーテルや、化学物質としてのエーテルの語源ともなった。
アリストテレスの世界像を根底から打破しようとしたデカルトは、やはり真空の存在を認めておらず、物質の粒子の間を埋めるものとして「微細な物質」を想定し、その動きもしくは働きによって光が伝達されるとした。また近接作用のみを認めたデカルトは惑星は流動し渦巻く物質にのって運動していると考えた。これが後に物理学におけるエーテルの概念へと発展した。この意味でのエーテルは天上の物質ではなく、世界のあらゆるところに存在する。
一方、化学におけるエーテルは、今日でいうジエチルエーテルが発見された際に、その高い揮発性を「地上にあるべきではない物質が天に帰ろうとしている」と解釈されたことからその名が付けられた。また高揮発性の石油留分が、同じ発想で「石油エーテル」と命名され、実務分野ではそのまま定着した。しかし、石油エーテルには化学種としてのエーテルは含有していない。